# Pro Evolution Soccer 2014
Pro Evolution Soccer 2014 (oficialmente abreviado como PES 2014, y llamado World Soccer: Winning Eleven 2014 en Japón y World Soccer: Winning Eleven Arcade Championship 2014 en la entrega arcade japonesa) es un videojuego de fútbol de la serie Pro Evolution Soccer desarrollado y publicado por Konami. El juego fue anunciado por Konami el 30 de mayo de 2013, con fecha de lanzamiento para el 19 de septiembre de 2013.
Es el último título de la franquicia que fue lanzado para PlayStation Portable y PlayStation 2 (siendo además el último juego lanzado oficialmente para dicha consola, poniéndole punto final a todo su vasto catálogo de videojuegos).

## Demo
La demo fue lanzada el 14 de septiembre de 2013 únicamente para las plataformas de PlayStation 3 y Xbox 360. La misma incluyó partidos de cinco minutos en los estadios Allianz Arena o Konami Stadium. Los equipos que formaron parte de ella fueron el Bayern Múnich, Manchester United, A. C. Milan, Real Madrid C. F., Boca Juniors, Colo-Colo y Santos (Brasil). Los seleccionados de Alemania, España, Francia, Inglaterra, Bélgica, Italia y Portugal, también formaron parte de los equipos disponibles para elegir.
La demo para la plataforma de PC fue lanzada el 31 de octubre de 2013.

## Novedades
El juego cambia su motor gráfico al Fox Engine construido por la empresa Kojima Productions. Se cree que este motor fue construido para la octava generación de videojuegos. El motor fue revelado por Konami el 3 de junio de 2011. El desarrollo del motor se inició después de la terminación de Metal Gear Solid 4: Guns of the Patriots, con el objetivo de ser "el mejor motor del mundo".
Se trabajó desde hace más de cuatro años en la nueva entrega de la saga PES, el equipo de producción de PSA ha revelado todo el nuevo sistema detrás de Pro Evolution Soccer 2014. Basado en Kojima Productions Fox Engine, el juego contará con nuevos gráficos espectaculares para recrear la emoción y la variedad de un partido de fútbol de primer nivel.[cita requerida]
PES 2014 se basa en seis elementos claves que definirán la física y las características del juego:
- TrueBall Tech: Este sistema permite al usuario manejar la pelota a gusto: toques, pases y disparos. Una realidad dentro de la cancha al controlar y pasar el balón.

- Motion Animation Stability System (M.A.S.S.): Este sistema mejora el combate físico entre los jugadores, luchas, peleas y aguantar el balón.

- Heart: Este sistema demuestra la pasión por el fútbol. El local abuchea al visitante y se escucha el griterío local. En Latinoamérica habrá bengalas y el clásico recibimiento de equipo.

- PES ID: Este sistema se incorporó en el Pro Evolution Soccer 2013, permite al usuario manejar como se le antoje al jugador, además permite a ciertos jugadores tener sus movimientos reales, tanto en gambetas, como celebraciones y definiciones.

- Team Play: Es un sistema de juego en equipo. Permite al usuario elegir las tácticas necesarias y manejar a todo el equipo como un DT real, además permite manejar tácticas al momento de estar jugando.

- The Core: El equipo de PES siempre pensó si incorporarlo o no. Este sistema se incorporó gracias al Fox Engine, le da al juego el realismo necesario dentro y fuera de la cancha. Cambia el sistema de defensa, la ejecución de tiros libres y de penales, para que el juego sea "más real".

Se incorporó un nuevo Modo Edición que permitirá añadir más capas en el modo edición de las equipaciones de los equipos, incluyendo camisetas, pantalones, medias y los emblemas de los capitanes, permitiendo una mayor variedad de combinaciones. Además los usuarios serán capaces de disfrutar de características importadas, permitiéndoles importar imágenes para las mangas de las camisetas, pantalones y medias, haciendo posible que se puedan recrear completamente las equipaciones reales o crear equipaciones personalizadas.
Se añadieron nuevas características en el modo Liga Máster, donde los usuarios tendrán la posibilidad ahora de dirigir a otros equipos nacionales o estar al frente de otros clubes o bien ser el mánager de una selección nacional. En Ser una Leyenda se incorporó la opción de jugar como portero.
Por otra parte, en lo que respecta a los modos de juego, se reincorporó el Modo Liga y se brindó la posibilidad de participar en partidos amistosos y torneos entre equipos de diferentes regiones. En cuanto al Modo Online, se incorporó un sistema de filtrado (con rango ABCDE) que permitirá al usuario seleccionar la fuerza del equipo contra el que quiere jugar, el apoyo de pase se dividió en 3 niveles para igualar a los competidores y se añadió un nuevo sistema anti-trampas que detecta a los jugadores que abandonen la partida de manera más eficiente.

## Portada
Estas son las distintas portadas según la región o país.
| Región o País                | Descripción                                 |
| ---------------------------- | ------------------------------------------- |
| Argentina                    | Jugadores del Torneo Final 2013.            |
| Brasil                       | Jugadores del Campeonato Brasileño de 2013. |
| Chile                        | Jugadores del Torneo Transición 2013.       |
| Canadá Estados Unidos Europa | Presentación de la UEFA Champions League.   |
| Latinoamérica                | Jugadores de la Copa Libertadores 2013.     |
| Japón                        | Jugadores de la Selección de Japón.         |

## Competiciones

### Nacionales
| Región        | Competición                 | Licencia |
| ------------- | --------------------------- | -------- |
| Inglaterra    | Premier League              | 3        |
| Inglaterra    | FA Cup                      | 2        |
| Francia       | Ligue 1                     | 1        |
| Francia       | Copa de Francia             | 2        |
| Italia        | Serie A                     | 2        |
| Italia        | Copa Italia                 | 2        |
| España        | Liga BBVA                   | 1        |
| España        | Copa del Rey                | 2        |
| Portugal      | Primeira Liga               | 3        |
| Portugal      | Copa de Portugal            | 2        |
| Países Bajos  | Eredivisie                  | 1        |
| Países Bajos  | KNVB Beker                  | 2        |
| Brasil        | Brasileirão                 | 2        |
| Brasil        | Copa de Brasil              | 2        |
| Argentina     | Primera División (ARG)Nueva | 1        |
| Argentina     | Copa ArgentinaNueva         | 2        |
| Chile         | Primera División (CHL)Nueva | 1        |
| Chile         | Copa ChileNueva             | 2        |
| Europa        | Liga PEUNueva               | 4        |
| Europa        | Copa PEUNueva               | 4        |
| Latinoamérica | Liga PLANueva               | 4        |
| Latinoamérica | Copa PLANueva               | 4        |
| Asia          | Liga PASNueva               | 4        |
| Asia          | Copa PASNueva               | 4        |
| Indefinido    | Liga PDIINueva              | 4        |

### Internacionales
| Región        | Competición                  | Licencia |
| ------------- | ---------------------------- | -------- |
| Europa        | UEFA Champions League        | 1        |
| Europa        | UEFA Europa League           | 1        |
| Europa        | UEFA Supercup                | 1        |
| Latinoamérica | Copa Libertadores            | 1        |
| Asia          | AFC Champions LeagueNueva    | 1        |
| Global        | Copa Mundial de ClubesVuelve | 2        |

1: Licenciada.
2: Logo y nombre de la competición no están licenciados.
3: Logo y nombre de la competición, más escudos y nombres de todos los equipos, menos Manchester United en la Premier League y Benfica, Braga, Paços de Ferreira y Porto en la Primeira Liga, no están licenciados.
4: Ficticia.

## Otros equipos

### Asiáticos
| Región o País  | Equipo     |
| -------------- | ---------- |
| Arabia Saudita | Al-Ittihad |
| Arabia Saudita | Al-Nassr   |

### Europeos
| Región o País   | Equipo                   |
| --------------- | ------------------------ |
| Alemania        | Bayer 04 Leverkusen      |
| Alemania        | F. C. Bayern de Múnich   |
| Alemania        | FC Schalke 04            |
| Bélgica         | RSC Anderlecht           |
| Chipre          | APOEL Nicosia            |
| Dinamarca       | FC Copenhague            |
| Dinamarca       | FC Nordsjælland          |
| Escocia         | Celtic FC                |
| Escocia         | Motherwell FC            |
| Grecia          | Olympiacos FC            |
| Grecia          | PAOK FC                  |
| Israel          | Maccabi Tel Aviv FC      |
| Polonia         | Legia Warszawa           |
| República Checa | Sparta Praga             |
| Rusia           | PFC CSKA Moscú           |
| Rusia           | FC Zenit San Petersburgo |
| Turquía         | Galatasaray              |
| Ucrania         | FK Shakhtar Donetsk      |

### Americanos
| Región o País | Equipo              |
| ------------- | ------------------- |
| Brasil        | Atlético Goianiense |
| Brasil        | Figueirense         |
| Brasil        | Palmeiras           |
| Brasil        | Sport Recife        |

## Selecciones nacionales
El juego contuvo un total de 89 selecciones nacionales: 15 africanas, 18 asiáticas, 36 europeas, 6 norteaméricanas, 10 sudaméricanas y 1 oceánica.
| Región                | Selección              | Licencia | Notas |
| --------------------- | ---------------------- | -------- | ----- |
| Europa                | Austria                | 2        |       |
| Europa                | Bélgica                | 2        |       |
| Europa                | Bosnia-Herzegovina     | 3        |       |
| Europa                | Bulgaria               | 2        |       |
| Europa                | Croacia                | 3        |       |
| Europa                | República Checa        | 1        |       |
| Europa                | Dinamarca              | 2        |       |
| Europa                | Inglaterra             | 1        |       |
| Europa                | Finlandia              | 2        |       |
| Europa                | Francia                | 1        |       |
| Europa                | Alemania               | 1        |       |
| Europa                | Grecia                 | 1        |       |
| Europa                | Hungría                | 2        |       |
| Europa                | Irlanda                | 2        |       |
| Europa                | Israel                 | 2        |       |
| Europa                | Italia                 | 1        |       |
| Europa                | Montenegro             | 3        |       |
| Europa                | Holanda                | 1*       |       |
| Europa                | Irlanda del Norte      | 3        |       |
| Europa                | Noruega                | 2        |       |
| Europa                | Polonia                | 2        |       |
| Europa                | Portugal               | 1        |       |
| Europa                | Rumanía                | 2        |       |
| Europa                | Rusia                  | 2        |       |
| Europa                | Escocia                | 2        |       |
| Europa                | Serbia                 | 2        |       |
| Europa                | Eslovaquia             | 3        |       |
| Europa                | Eslovenia              | 2        |       |
| Europa                | España                 | 1        |       |
| Europa                | Suecia                 | 2        |       |
| Europa                | Suiza                  | 2        |       |
| Europa                | Turquía                | 1        |       |
| Europa                | Ucrania                | 3        |       |
| Europa                | Gales                  | 3        |       |
| África                | Argelia                | 3        |       |
| África                | Burkina Faso           | 3        | Nueva |
| África                | Camerún                | 2        |       |
| África                | Costa de Marfil        | 2        |       |
| África                | Egipto                 | 2        |       |
| África                | Ghana                  | 1        |       |
| África                | Guinea                 | 3        |       |
| África                | Mali                   | 3        |       |
| África                | Marruecos              | 2        |       |
| África                | Nigeria                | 3        |       |
| África                | Senegal                | 3        |       |
| África                | Sudáfrica              | 2        |       |
| África                | Túnez                  | 3        |       |
| África                | Zambia                 | 3        |       |
| Norte y Centroamérica | Costa Rica             | 2        |       |
| Norte y Centroamérica | Honduras               | 3        |       |
| Norte y Centroamérica | Jamaica                | 3        | Nueva |
| Norte y Centroamérica | México                 | 3        |       |
| Norte y Centroamérica | Panamá                 | 3        |       |
| Norte y Centroamérica | Estados Unidos         | 3        |       |
| América del Sur       | Argentina              | 2        |       |
| América del Sur       | Bolivia                | 2        |       |
| América del Sur       | Brasil                 | 1*       |       |
| América del Sur       | Chile                  | 2        |       |
| América del Sur       | Colombia               | 2        |       |
| América del Sur       | Ecuador                | 3        |       |
| América del Sur       | Paraguay               | 3        |       |
| América del Sur       | Perú                   | 2        |       |
| América del Sur       | Uruguay                | 2        |       |
| América del Sur       | Venezuela              | 3        |       |
| / Asia/Oceanía        | Australia              | 1        |       |
| / Asia/Oceanía        | China                  | 3        |       |
| / Asia/Oceanía        | Irán                   | 3        |       |
| / Asia/Oceanía        | Irak                   | 3        |       |
| / Asia/Oceanía        | Japón                  | 3        |       |
| / Asia/Oceanía        | Jordania               | 3        |       |
| / Asia/Oceanía        | Kuwait                 | 3        |       |
| / Asia/Oceanía        | Líbano                 | 3        |       |
| / Asia/Oceanía        | Corea del Norte        | 3        |       |
| / Asia/Oceanía        | Omán                   | 3        |       |
| / Asia/Oceanía        | Catar                  | 3        |       |
| / Asia/Oceanía        | Arabia Saudita         | 3        |       |
| / Asia/Oceanía        | Corea del Sur          | 3        |       |
| / Asia/Oceanía        | Tailandia              | 3        |       |
| / Asia/Oceanía        | Emiratos Árabes Unidos | 3        |       |
| / Asia/Oceanía        | Uzbekistán             | 3        |       |
| / Asia/Oceanía        | Nueva Zelanda          | 2        |       |

1: Licenciados el uniforme, los jugadores y el entrenador.
2: Sólo licenciados los jugadores.
3: Sin licencia.
- Solo en la versión Japonesa e internacionalmente se licencia con la compra del DLC "World Challenge"

Holanda se licencia completamente tras DLC.

## Estadios
Estos son los 20 estadios licenciados y genéricos de PES 2014 (18 en todas las plataformas y 2 solo para PS3).
| País           | Estadio                              | Propietario                   | Nombre verdadero             |
| -------------- | ------------------------------------ | ----------------------------- | ---------------------------- |
| Alemania       | Allianz Arena                        | Bayern de Múnich              | Licenciado                   |
| Alemania       | Burg Stadion                         | Werder Bremen                 | Weserstadion                 |
| Arabia Saudita | Estadio al-FaisalNuevo (PS3)         | Al-Ahli y Al-Ittihad          | Licenciado                   |
| Arabia Saudita | King Fahd International StadiumNuevo | Al-Hilal y Al-Shabab          | Licenciado                   |
| Argentina      | El MonumentalVuelve                  | River Plate y Argentina       | Licenciado                   |
| Argentina      | La BomboneraNuevo (PS3)              | Boca Juniors                  | Licenciado                   |
| Brasil         | Estadio de Escorpião                 | Flamengo, Fluminense y Brasil | Estadio Maracaná             |
| Brasil         | Estadio Morumbi                      | São Paulo                     | Licenciado                   |
| Brasil         | Estadio Urbano Caldeira              | Santos                        | Licenciado                   |
| Corea del Sur  | Konami Stadium                       | Ulsan Hyundai Horang-i        | Estadio Mundialista de Ulsan |
| España         | Estadio del Nuevo Triunfo            | RCD Español                   | Estadio Cornellà-El Prat     |
| Francia        | Stade de France                      | Francia                       | Licenciado                   |
| Inglaterra     | Old Trafford                         | Manchester United             | Licenciado                   |
| Inglaterra     | Royal London Stadium                 | Arsenal                       | Emirates Stadium             |
| Inglaterra     | Wembley Stadium                      | Inglaterra                    | Licenciado                   |
| Italia         | Giuseppe Meazza                      | Inter de Milán                | Licenciado                   |
| Italia         | San Siro                             | AC Milan                      | Licenciado                   |
| Italia         | Juventus Stadium                     | Juventus FC                   | Licenciado                   |
| Japón          | Saitama Stadium 2002                 | Urawa Red Diamonds            | Licenciado                   |
| Portugal       | Estádio da Luz                       | SL Benfica y Portugal         | Licenciado                   |

## Comentaristas
Estas son las duplas de comentaristas en esta versión de la saga.
| Idioma    | Región o País  | Comentaristas                               |
| --------- | -------------- | ------------------------------------------- |
| Español   | Argentina      | Mariano Closs. Fernando Niembro.            |
| Español   | Chile          | Fernando Solabarrieta. Patricio Yáñez.      |
| Español   | España         | Carlos Martínez. Julio Maldonado "Maldini". |
| Español   | Hispanoamérica | Christian Martinoli. Luis García.           |
| Portugués | Brasil         | Silvio Luiz. Mauro Beting.                  |

## Banda sonora
La versión 2014 de la saga PES contuvo once canciones para el menú.
| N.º   | Título                       | Duración |  |
| 1.    | «Carnaval de París»          | 03:09    |  |
| 2.    | «Guajira guantanamera»       | 03:43    |  |
| 3.    | «Para todos fútbol»          | 01:26    |  |
| 4.    | «Nick»                       | 02:51    |  |
| 5.    | «High rollin»                | 03:11    |  |
| 6.    | «Lords Of The Arena»         | 02:14    |  |
| 7.    | «The Everlasting View»       | 01:05    |  |
| 8.    | «Nessun Dorma»               | 02:56    |  |
| 9.    | «Aida Grand March»           | 05:21    |  |
| 10.   | «Requiem Dies Irae (Chorus)» | 01:31    |  |
| 11.   | «Jupiter, Combined Version»  | 05:43    |  |
| 31:10 |                              |          |  |

## Actualizaciones

### DLC 1.0
Fue lanzado el 20 de septiembre de 2013 e incluyó:
- Las terceras equipaciones de algunos equipos.
- Los balones de la Primera División de Argentina

#### Versión 1.01
Fue lanzado el 20 de septiembre de 2013 junto con el DLC 1.0 y permitió desbloquear todos los modos en línea.

### DLC 2.0
Fue lanzado el 18 de noviembre de 2013 e incluyó:
- 800 caras nuevas de jugadores de distintos equipos.
- Nuevas botas: Adidas, Nike, Puma y  Mizuno
- Traspasos y alineaciones de otoño actualizadas.

#### Versión 1.02
Fue lanzado el 18 de noviembre de 2013 e incluyó:
| - Mejora del disparo con el botón R2, acciones al primer toque (pases, remates, cabezazos…). - Mejores reacciones en las segundas acciones/rechaces. - Arreglado el disparo de vaselina (botón L1). - Mayor velocidad del cursor en los menús. - Lista de tramposos baneados en el modo en línea incrementada en un 200%. - Arregladas las stats del jugador en el modo Ser Leyenda. - Implementada la velocidad x2 cuando te sustituyen en el modo Ser Leyenda. - Eliminada la sensación de aceleración cuando queríamos alcanzar a un jugador o querían alcanzar a nuestro jugador. - Mayor velocidad al cambiar de jugador. |

### DLC 3.0
Fue lanzado el 20 de diciembre de 2013 e incluyó:
- Equipaciones clásicas que fueron lanzadas en exclusiva para la versión digital y preventa del juego.
- Nuevas terceras equipaciones para Manchester United, Juventus F.C. e Inter de Milán y selecciones nacionales para Alemania y España.

#### Versión 1.06
Fue lanzada el 20 de diciembre de 2013 junto con el DLC 3.0 e incluyó mejoras en:
| Mejoras 1.06 |
| --- |
| - Partidos: - Más opciones de cámara disponibles en el vestíbulo de juego en equipo además de vertical. - Los resultados de partidos en línea que se muestran tras el pitido final aparecían a veces como [%d]. - Los ajustes de forma física aleatorios no se aplicaban correctamente al jugar partidos consecutivos. - Estrategia: - Después de editar y guardar la lista de suplentes de un equipo, a veces se perdían los cambios después de volver a cargarla. - Los iconos de los jugadores sobre el campo desaparecen en ocasiones. - Editar: - La cara de los jugadores editados cambiaba al implementar el parche. |

#### Versión 1.07
Fue lanzada el 13 de febrero de 2014 e incluyó mejoras en los siguientes modos:
| Mejoras 1.07 |
| --- |
| - Todos los modos: - Se pueden asignar los roles correctos a los jugadores sustituidos cuando se cambian a otra posición a la vez. - Se ha mejorado la sensibilidad de los movimientos del cursor en la pantalla de Estrategia. - Exhibición: - Los usuarios pueden elegir correctamente sus equipos de Liga Máster en la selección de equipo en vez de recibir un error porque los datos pertenecían a otro usuario. - Los nombres de los jugadores aparecen correctamente cuando se exportan los datos del equipo a otro sistema (en vez de aparecer pendientes). - Ser una leyenda: - Ya no se pueden firmar contratos con sueldo 0. Esto sucedía cuando un jugador enviaba una petición de traspaso y recibía una oferta el último día del plazo en la ventana Transferir. - El juego conservará correctamente los criterios de búsqueda de jugadores. - Liga Máster en línea: - Se han corregido los problemas que congelaban el juego tras instalar el parche 1.06. |

### DLC 4.0
Fue lanzado el 27 de febrero de 2014 e incluyó:
- Plantillas actualizadas tras el cierre del mercado de traspasos de invierno.
- Nuevas equipaciones (tanto clásicas como actuales de selecciones y clubes)
- Balones y botas.

### DLC 4.3
Fue lanzado el 4 de marzo de 2014 para corregir los problemas detectados del DLC 4.2 que corregía a su vez los problemas del DLC 4.0.

### DLC 5.0
Fue lanzado el 25 de marzo de 2014 e incluyó:
- Nuevas camisetas: Para 9 selecciones nacionales incluyendo Italia, Portugal, República Checa y Ghana.
- Nuevos balones: Incorporado el Adidas Brazuca.
- Nuevas caras: Más de 60 caras de jugadores italianos, portugueses, españoles, ingleses, alemanes y franceses.

#### Versión 1.08
Fue lanzada el 25 de marzo de 2014 junto al DLC 5.0 e incluyó mejoras para Xbox 360.

#### Versión 1.10
Fue lanzada el 25 de marzo de 2014 junto al DLC 5.0 y mejoró la jugabilidad del juego centrada en la fluidez, regates y tiros al arco.

#### Versión 1.12
Fue lanzada el 22 de abril de 2014 e incluyó mejoras en:
| - Liga Máster - A veces los gastos de transacción no se mostraban correctamente. - No se mostraba el resultado de las negociaciones de traspaso que concluían el último día del plazo. - Liga Máster en línea - A veces no se mostraban los cambios realizados durante los partidos. - Estadísticas - Los errores que se producían al seleccionar Cancelar durante las descargas de paquetes de datos. - Otras - Se han realizado otras pequeñas modificaciones para mejorar el rendimiento general del juego. |

#### Versión 1.13
Fue lanzada el 14 de mayo de 2014 e hizo mejoras generales en el juego para hacerlo compatible con el DLC 6.0.

### DLC 6.0 y 6.10
Fue lanzado el 22 de mayo de 2014 e incluyó un nuevo balón para la Copa Libertadores de América, una actualización de dicha competición y nuevas equipaciones para diferentes selecciones nacionales (Australia, Brasil, Francia y Portugal).

### DLC 7.0
Fue lanzado el 12 de junio de 2014 y con él se actualizó las plantillas de las 32 selecciones nacionales de la Copa Mundial de Fútbol 2014, se agregaron 200 caras nuevas y además se incorporó la licencia de la selección holandesa.

#### Versión 1.16
Fue lanzada el 25 de junio de 2014 y solucionó el problema de la equipación o uniforme de la selección de los Países Bajos tras la aplicación del DLC 7.0.